# Радищево (Краснодарский край)
Радищево — село в Новокубанском районе Краснодарского края.
Входит в состав муниципального образования «Советское сельское поселение».

## География
Селение расположено в центральной части Новокубанского района, на левом берегу реки Уруп. Находится в 7 км к северу от сельского центра станицы Советская, в 35 км к югу от районного центра Новокубанск и в 195 км к юго-востоку от города Краснодар.

## Население
| 1918 | 1926 | 2002 | 2010 |
| ---- | ---- | ---- | ---- |
| 71   | ↗352 | ↗836 | ↘814 |